# Dicallaneura hageni
Dicallaneura hageni är en fjärilsart som beskrevs av Lambertus Johannes Toxopeus 1944. Dicallaneura hageni ingår i släktet Dicallaneura och familjen Riodinidae. Inga underarter finns listade i Catalogue of Life.